# Cementerio del Mangrullo (Asunción)
El Cementerio del Mangrullo fue un cementerio abierto al público ubicado en el barrio Dr. Francia de Asunción, Paraguay, en el predio donde actualmente se encuentra el Parque Carlos Antonio López y el Canal 9 SNT "Cerro Corá". El cementerio ocupaba una superficie de aproximadamente 6 hectáreas (15 acre) y estuvo activo desde 1869 hasta 1918 (49 años).

## Historia

### Origen
Dentro del contexto de la Guerra de la Triple Alianza, el 5 de enero de 1869 durante la ocupación aliada de Asunción, el ejército brasileño instaló un hospital militar en la casa de Venancio López (actual Asunción Palace Hotel) y necesitaban un lugar donde enterrar a sus muertos, por lo que eligieron la cima de la colina del Mangrullo (ubicada a 1,5 km de distancia), que en ese tiempo quedaba en las afueras de la ciudad. Por lo que a partir de esa fecha, se utilizó ese predio, sirviendo inicialmente como cementerio improvisado para los soldados brasileños caídos durante la Guerra de la Triple Alianza y posteriormente utilizado también por la población civil paraguaya.  Aunque otras fuentes dicen que el predio recién se empezó a utilizar como cementerio a partir de 1871.

### Preocupación por la salubridad
Con el crecimiento de la ciudad de Asunción el Cementerio del Mangrullo se volvió un lugar insalubre y peligroso para la salud de la población, por lo que desde comienzos del siglo XX las autoridades gubernamentales ya pretendían cerrar el lugar y trasladar el cementerio a una zona más alejada. Pero debido a las constantes guerras civiles e inestabilidad política de la época esto recién se pudo llevar a cabo casi dos décadas después.

### Orden de clausura
Según las ordenanzas municipales Nº 818 del 31 de agosto de 1918 y Nº 820 del 10 de septiembre de 1918 se dispuso la clausura definitiva del Cementerio del Mangrullo y la construcción del Cementerio del Sur, el cual fue inaugurado el 1 de enero de 1919 y sería su reemplazo en una zona más alejada. Esto sucedió durante la intendencia de Albino Mernes Vallovera (1917 - 1920).
Un relato de 1920 de Henry Stephens en su libro “Journeys and Experiences in Argentina, Paraguay and Chile” describe al cementerio de esta manera:

"Las tumbas en el cementerio del Mangrullo son tantas y están tan juntas que es imposible para una procesión fúnebre llegar a la tumba recién excavada sin cruzar numerosos montículos. Hay pocos monumentos, cruces de hierro pintadas de negro los reemplazan. Rejas de hierro rodean las tumbas de aquellos que tienen parientes acomodados. Unas pocas inscripciones dicen la edad del amado fallecido, en cambio, en cada cruz cuelga un retrato de los difuntos."

Esta breve descripción nos da la idea de que para ese año el Cementerio del Mangrullo ya se encontraba totalmente colapsado.

### Clausura definitiva
Durante la intendencia de Pedro Bruno Guggiari (1929 - 1933) se realizó el traslado completo del camposanto, se clausuró definitivamente el cementerio y se construyó la actual avenida Carlos Antonio López. Y el predio se convirtió en un parque, conocido como el Parque del Mangrullo.
Otro relato del año 2000 de Gino Canese en su libro “Qué linda era mi tierra” nos describe al antiguo cementerio de la siguiente manera:

"En el Mangrullo, en el año 1925, hacía rato que no se enterraba a nadie, debido a que no existía más lugar para ello. Recuerdo que la capilla del mismo, ubicada en la parte Norte, estaba rodeada de hermosos cipreses, que se derribaron al hacer el tanque de agua. Entre las tumbas existían ocho árboles de jazmín mango con bellas flores de suave perfume, que todavía pueden observarse en el parque que hoy existe en este lugar.

La entrada principal del Mangrullo estaba en la parte Norte. Tenía un gran portón de hierro, casi siempre cerrado, que estaba frente a la capilla. Alrededor de ésta se extendía el camposanto, que abarcaba las dos terceras partes del terreno. En el tercio restante, hacia el Sur, estaban las tumbas del campo llamado "no santo", en donde se enterraban los que morían en estado de pecado evidente, como ser los suicidas, los amancebados y otros, es decir, allí estaban los supuestamente condenados al suplicio eterno.

La segunda entrada, que era la usada por todos los que visitaban el Mangrullo, estaba ubicada en la muralla del lado Este."

### Nombramiento del nuevo parque
Finalmente, durante la intendencia de Gustavo Crovato Myszkowsky (1933 - 1936), el 7 de junio de 1935, por ordenanza municipal Nº 2469, el parque se renombró con el nombre de "Carlos Antonio López".
A pesar de su cierre definitivo, existen relatos de niños que iban a jugar allí en los años posteriores al cierre del cementerio y aún se encontraban con algunos huesos, ropas o restos de tumbas. Incluso en 1960, cuando se construyó un tanque de agua en medio del parque, se realizaron algunas excavaciones y se encontraron uniformes de soldados brasileños y objetos de la época de la guerra.

### Actualidad
Actualmente en el sitio se encuentra el Parque Carlos Antonio López y la sede del Canal 9 SNT "Cerro Corá".

## Personas enterradas allí
Las personas enterradas allí fueron en su mayoría soldados brasileños y civiles paraguayos pobres y de clase media, cuyos nombres se desconocen. Cuando se anunció el cierre del cementerio, las familias que pudieron trasladaron los restos de sus seres queridos a otros cementerios o a sus propias casas en urnas o vasijas, otros en cambio los dejaron ahí mismo.
Curiosamente, algunas de las últimas personas en ser enterradas allí fueron los famosos asesinos parricidas Gastón Gadín y su cómplice Cipriano León. quienes en 1917 fueron ejecutados por fusilamiento, siendo así, el último caso de pena de muerte en la historia del país. Ambos fueron enterrados en la parte exterior del cementerio, ya que por su grave crimen las personas no vieron de manera positiva que sean enterrados adentro.